# مقاطعة لوغان (فرجينيا الغربية)
مقاطعة لوغان (بالإنجليزية: Logan County)‏ هي مقاطعة في ولاية فرجينيا الغربية في الولايات المتحدة. بلغ عدد سكانها 36,743 نسمة حسب تعداد عام 2010. مقر المقاطعة في لوغان. تشكلت المقاطعة في عام 1824 من أجزاء من مقاطعات جايلز و تازويل و كابل و كاناوها. وقد تم تسميتها على اسم تشيف لوغان وهو زعيم قبيلة مينغو الشهير وهي قبيلة من السكان الأصليون في الولايات المتحدة.

## المجتمعات

### مدينة
- لوغان (مقاطعة مقعد)

### بلدات
- لوغان
- تشامبانفيل
- مان
- ميتشل هايتس
- ويست لوغان

## أعلام
- هنري دروري هاتفيلد
- جورج روجرز كلارك فلويد

## روابط خارجية
- Earl Dotter, "Coalfield Generations: Health, Mining, and the Environment," Southern Spaces 16 July 2008. http://southernspaces.org/2008/coalfield-generations-health-mining-and-environment
- Logan County Chamber of Commerce
- Logan County Schools
- Logan County WVGenWeb
- Logan Coalfield
- The Logan Banner - daily newspaper.
- Blair Community Center and Museum to visit a museum focused on the largest labor battle in the United States as well as the heritage of local coal-mining communities.

قالب:Logan County, West Virginia